# Neobacteria
Neobacteria är en överklass av arkéer som ingår i fylumet Euryarchaeota.